# بوتاميرات
البوتاميرات (بالإنجليزية: Butamirate)‏ (أو البروسبامين) هو مثبط للسعال. تم تسويقه في أوروبا والمكسيك، ولكن ليس في الولايات المتحدة.
كملح السترات، يباع على شكل شراب أو أقراص. يمكن أن تشمل التأثيرات الضائرة الغثيان والإسهال والدوار والطفح الجلدي.

## أنظر أيضاُ
- أدوية السعال